# Brakwaterpoliep
De brakwaterpoliep (Cordylophora caspia) is een hydroïdpoliep uit de familie Cordylophoridae. De poliep komt uit het geslacht Cordylophora. Cordylophora caspia werd in 1771 voor het eerst wetenschappelijk beschreven door Peter Simon Pallas. Het is een hydroïdpoliep die zowel in zoet- als brak water voorkomt en geen plankton-medusestadium heeft.

## Verspreiding
De brakwaterpoliep wordt verondersteld inheems te zijn in de regio van de Zwarte Zee en de Kaspische Zee en werd geïntroduceerd in gematigde en tropische binnen- en kustgebieden over de hele wereld. Door zich vast te hechten aan scheepsrompen en/of aan drijvend materiaal (zoals bijvoorbeeld plantenresten) heeft deze poliep via rivieren en kanalen de brakke wateren van West-Europa bereikt. In 1814 vond de eerste Europese waarneming plaats langs de Zweedse kust. Ter hoogte van het Belgische Nieuwpoort werd dit neteldier in 1905 voor de eerste keer waargenomen.
Het werd in 1870 voor het eerst gemeld in Noord-Amerika (van de Schuylkill-rivier, Pennsylvania) en is vervolgens gevonden in de Verenigde Staten, inclusief de oost-, Golf- en westkust, de Grote Meren en Hawaï. Het vestigt zich en groeit op een breed scala aan substraten, waaronder schelpen, rotsen, hout en vegetatie. Het kan een breed scala aan aquatische omgevingen verdragen, variërend in zoutgehalte, temperatuur, stroming en zuurstof. Deze invasieve soort kan hoge dichtheden bereiken, de inlaatsystemen van energiecentrales vervuilen en concurreren met andere ongewervelde ongewervelden om ruimte.